# Lansium membranaceum
Lansium membranaceum är en tvåhjärtbladig växtart som först beskrevs av André Joseph Guillaume Henri Kostermans, och fick sitt nu gällande namn av D.J. Mabberley. Lansium membranaceum ingår i släktet Lansium och familjen Meliaceae. Inga underarter finns listade i Catalogue of Life.